# Échangeur d'ions
 (novembre 2013).
Sa qualité peut être largement améliorée en utilisant un vocabulaire plus directement compréhensible.
Les échangeurs d'ions sont des macromolécules insolubles (résine) comportant des groupements ionisables ayant la propriété d'échanger de façon réversible certains de leurs ions au contact d'autres ions provenant d'une solution.

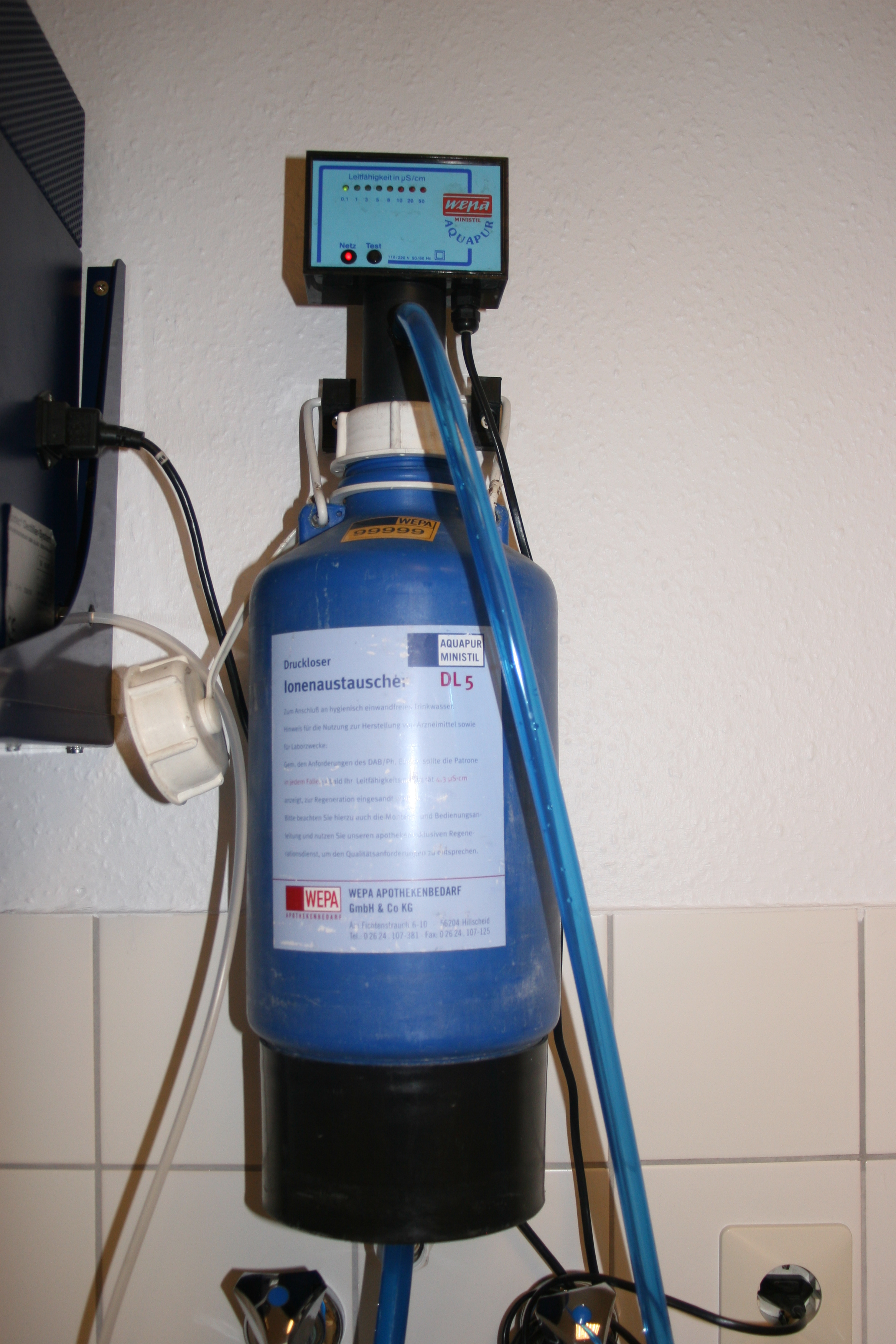
Système d'échangeur d'ions

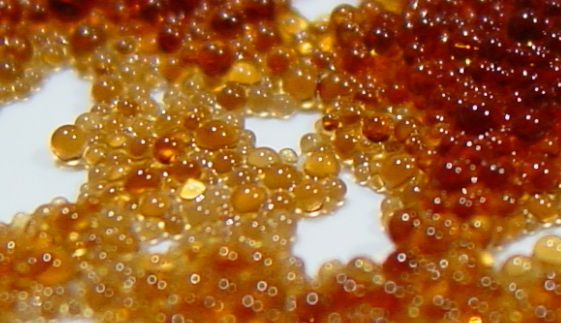
Résine échangeuse d'ions

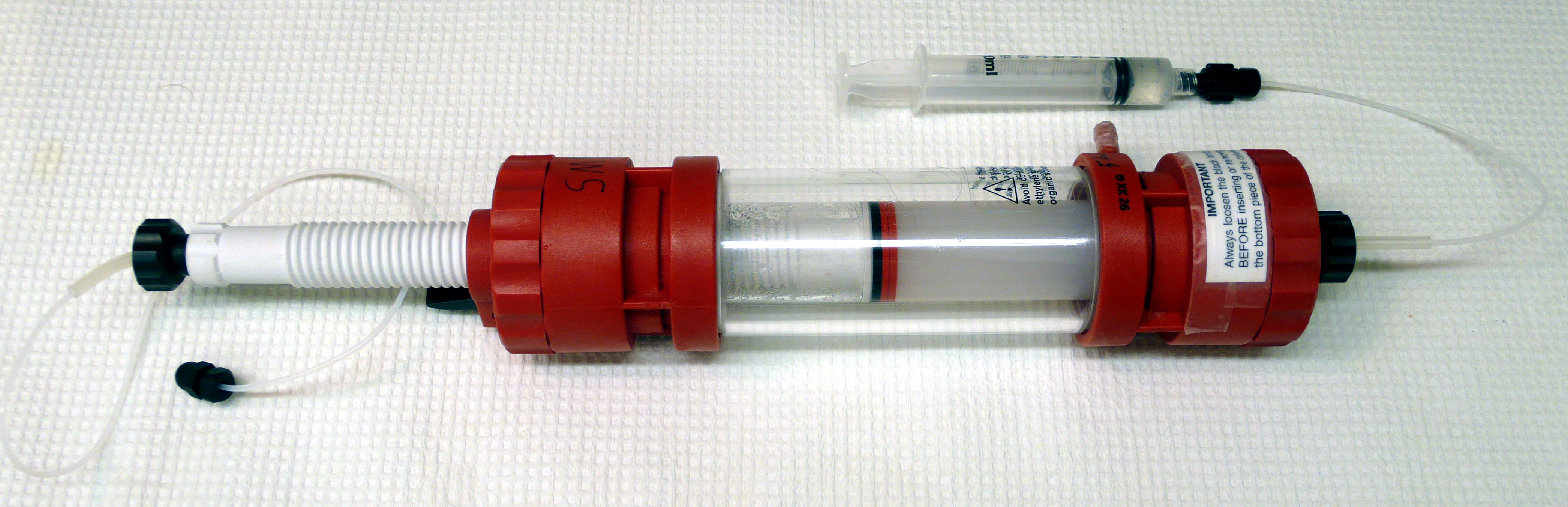
Colonne utilisée pour la purification de protéines par échanges d'ions

## Principe
Le principe des systèmes échangeurs d'ions consiste à échanger le cation central d'un complexe pour en former un autre, dont la stabilité dépend des conditions opératoires (concentration, numéro atomique de l'élément).
Des échangeurs d'ions naturels (comme la zéolithe naturelle) existent mais les résines échangeuses d'ions utilisées (y compris les zéolithes), sont souvent synthétiques : un polymère est modifié de telle façon que des groupes ioniques soient présents sur ses chaînes.

Si la résine est échangeuse de cations, le polymère attire les ions positifs par la présence de groupes chargés positivement mais ayant un potentiel d'électronégativité plus fort que celui du composé dans l'eau.
Il existe également des procédés électrolytiques d'échange d'ions mettant en œuvre des membranes semi-perméables plus ou moins fines. De telles membranes sont par exemple utilisées dans le  procédé chlore-alcali, les piles à combustible et les batteries redox vanadium.

## Utilisation
Les échangeurs d'ions sont utilisés d'une façon générale pour modifier la concentration et la composition ionique d'une solution et notamment :
- pour l'adoucir et la déminéraliser de l'eau ;
- pour traiter des eaux industrielles chargées en métaux lourds avant leur rejet ;
- pour séparer des composés chimiques à des fins analytiques ;
- pour séparer des éléments radioactifs (via des résines à squelette polystyrénique et des résines anionique DUOLITE A 101-OH- et/ou cationique DUOLITE C 20-H+, avec la difficulté supplémentaire qui est que le traitement en fait un déchet radioactif devant lui-même être traité. Pour dégrader ces résines devenues radioactives afin de détruire leur « matrice organique » pour concentrer la radioactivité afin de la confiner par la suite[1]). Des tests ont porté sur divers procédés d'oxydation par voie humide (en conditions supercritiques : 380-435 °C, 22-29 MPa, ou en conditions sous-critiques : 280-330 °C, 10-15 MPa[1]) ; ces tests ont montré que la température a dans ces cas plus d'effet sur les rendements de dégradation que la pression partielle d'oxygène et que dans tous les cas, la dégradation passe d'abord par une phase de solubilisation du polymère (« avec formation et début de dégradation des intermédiaires réactionnels » puis par une phase de dégradation de ces intermédiaires aboutissant à des composants tesls qu'acide acétique, acide benzoïque, acétophénone et benzaldéhyde)[1], à un rythme qui reste lent[1], ce qui limite les rendements d'OVH de ce type de polymères[1].

L'utilisation d'échangeurs d'ions est à la base d'une méthode chromatographique mise au point pour des ions métalliques par Franck Arold Spedding (1940), chimiste américain né en 1902. Il utilisa cette méthode pour purifier les terres rares et séparer des isotopes. Il obtint l'isotope 15 de l'azote (15N) et permit la découverte du prométhium.

## Complément
Le site de François de Dardel présente un ensemble important d'informations structurées et exhaustives sur les échangeurs d'ions et leurs applications :
http://dardel.info/IX/index_FR.html (en français, anglais, allemand et espagnol).
François de Dardel est un expert international en procédés industriels d'échanges d'ions pour toutes applications.